# Rejon Göyçay
Rejon Göyçay (azer. Göyçay rayonu) – rejon w centralnym Azerbejdżanie.
Rejon słynie z uprawy granatów. W mieście Göyçay od 2006 roku corocznie w październiku lub listopadzie organizowany jest festiwal granatu – Nar Bayrami, który jest tradycją wpisaną w 2020 roku na listę reprezentatywną niematerialnego dziedzictwa kulturowego UNESCO. 